# Патон, Бен
Бенжамин Алан Патон (англ. Benjamin Alan "Ben" Paton; род. 5 мая 2000, Китченер, Онтарио) — канадский футболист, полузащитник клуба «Фордж».

## Клубная карьера
Патон — воспитанник английского клуба «Блэкберн Роверс». Летом 2021 года Бен подписал контракт с шотландским «Росс Каунти», где выступал его старший брат Гарри. 22 августа в матче против «Рейнджерс» он дебютировал в шотландской Премьер-лиге.